# Qualificazioni al campionato mondiale di calcio 2018 - AFC - seconda fase - girone F
Questa voce raccoglie i risultati delle partite del girone F valido come secondo turno di qualificazione al Campionato mondiale di calcio 2018 per la zona di competenza dell'AFC.
| Squadra       | P.ti | G | V | P | S | RF | RS | DR  |
| ------------- | ---- | - | - | - | - | -- | -- | --- |
| Thailandia    | 14   | 6 | 4 | 2 | 0 | 14 | 6  | +8  |
| Iraq          | 12   | 6 | 3 | 3 | 0 | 13 | 6  | +7  |
| Vietnam       | 7    | 6 | 2 | 1 | 3 | 7  | 8  | -1  |
| Taipei cinese | 0    | 6 | 0 | 0 | 6 | 5  | 19 | -14 |
| Indonesia     | 0    | 0 | 0 | 0 | 0 | 0  | 0  | 0   |

| Squadra       | Iraq (bandiera) | Vietnam (bandiera) | Thailandia (bandiera) | Indonesia (bandiera) | Taipei cinese (bandiera) |
| ------------- | --------------- | ------------------ | --------------------- | -------------------- | ------------------------ |
| Iraq          | —               | 1 – 0              | 2 – 2                 | —                    | 5 – 1                    |
| Vietnam       | 1 – 1           | —                  | 0 – 3                 | —                    | 4 – 1                    |
| Thailandia    | 2 – 2           | 1 – 0              | —                     | —                    | 4 – 2                    |
| Indonesia     | —               | —                  | —                     | —                    | —                        |
| Taipei cinese | 0 – 2           | 1 – 2              | 0 – 2                 | —                    | —                        |

## Risultati

### 1ª giornata
| Arbitro: | Ben Williams |

|             |           |  |
| Pokkhao 81’ | Marcatori |  |

### 2ª giornata
| Arbitro: | Ali Shaban |

|  |           |                 |
|  | Marcatori | 21’, 39’ Dangda |

### 3ª giornata
| Arbitro: | Yaqoob Abdul Baki |

|                                                              |           |                  |
| Adnan 37’ Hosni 59’ Yasin 80’ Mahmoud 88’ Meram 90+1’ (rig.) | Marcatori | 86’ Wen Chih-hao |

### 4ª giornata
| Arbitro: | Kim Dae-Yong |

|                   |           |                                        |
| Wu Chun-ching 82’ | Marcatori | 53’ Đinh Tiến Thành 90+2’ Trần Phi Sơn |

| Arbitro: | Masaaki Toma |

|                                   |           |                       |
| Theerathon 80’ (rig.) Mongkol 83’ | Marcatori | 34’ Meram 49’ Mahmoud |

### 5ª giornata
| Arbitro: | Chris Beath |

|                  |           |                      |
| Lê Công Vinh 25’ | Marcatori | 90+7’ (rig.) Mahmoud |

### 6ª giornata
| Arbitro: | Nawaf Shukralla |

|  |           |                                                          |
|  | Marcatori | 29’ Thaweekarn 56’ (aut.) Đinh Tiến Thành 70’ Theerathon |

### 7ª giornata
| Arbitro: | Dmitriy Mashentsev |

|                                              |           |                               |
| Teerasil 41’ Pokklaw 52’ Adisak 72’ Tana 74’ | Marcatori | 3’ Yaki Yen 65’ Hung Kai-chun |

### 8ª giornata
| Arbitro: | Jumpei Iida |

|  |           |                        |
|  | Marcatori | 19’ Ismail 85’ Mahmoud |

### 9ª giornata
| Arbitro: | Adham Makhadmeh |

|                                                 |           |                  |
| Lê Công Vinh 8’, 90+1’ Nguyễn Văn Toàn 29’, 42’ | Marcatori | 7’ Wu Chun-ching |

| Arbitro: | Abdulrahman Al-Jassim |

|                       |           |                        |
| Kamel 66’ Adnan 90+5’ | Marcatori | 39’ Mongkol 86’ Adisak |

### 10ª giornata
| Arbitro: | Peter Green |

|                    |           |  |
| Abdul-Raheem 45+1’ | Marcatori |  |